# Тчев (станция)
Тчев (пол. Tczew) — железнодорожная станция в городе Тчев в Куявско-Поморском воеводстве Польши. Имеет 4 платформы и 7 путей. По классификации польских железных дорог имеет высшую категорию А, то есть обслуживает более 2 миллионов пассажиров ежегодно.
Станция построена в 1852 году, когда эта территория была в составе Королевства Пруссия. Капитальный ремонт был проведен в 2009 — 2012 годах.